# San José Chalmita
San José Chalmita är en ort i Mexiko.   Den ligger i kommunen Tenancingo och delstaten Mexiko, i den sydöstra delen av landet, 80 km sydväst om huvudstaden Mexico City. San José Chalmita ligger 2 023 meter över havet och antalet invånare är 1 163.
Terrängen runt San José Chalmita är huvudsakligen kuperad, men österut är den bergig. Runt San José Chalmita är det ganska tätbefolkat, med 155 invånare per kvadratkilometer. Närmaste större samhälle är Ixtapan de la Sal, 13,6 km väster om San José Chalmita. I omgivningarna runt San José Chalmita växer huvudsakligen savannskog.